# Kościół św. Jana Chrzciciela w Łosiowie
Kościół św. Jana Chrzciciela – rzymskokatolicki kościół parafialny w miejscowości Łosiów (powiat brzeski, województwo opolskie). Świątynia należy do parafii św. Jana Chrzciciela w Łosiowie w dekanacie Brzeg południe, archidiecezji wrocławskiej. Dnia 8 kwietnia 1964 roku, pod numerem 773/64 kościół został wpisany do rejestru zabytków nieruchomych województwa opolskiego.

## Historia kościoła
Pierwsze wzmianki o kościele w Łosiowie pochodzą z 1255 roku. Właścicielami świątyni byli wówczas joannici (maltański, katolicki zakon rycerski). W latach 1207 do 1810 roku Łosiów był siedzibą komturstwa zakonu maltańskiego. Obecny kościół wybudowano w 1703 roku, powiększono w latach 1728–1731.  W XVI wieku był w rękach protestantów.

## Architektura i wnętrze kościoła

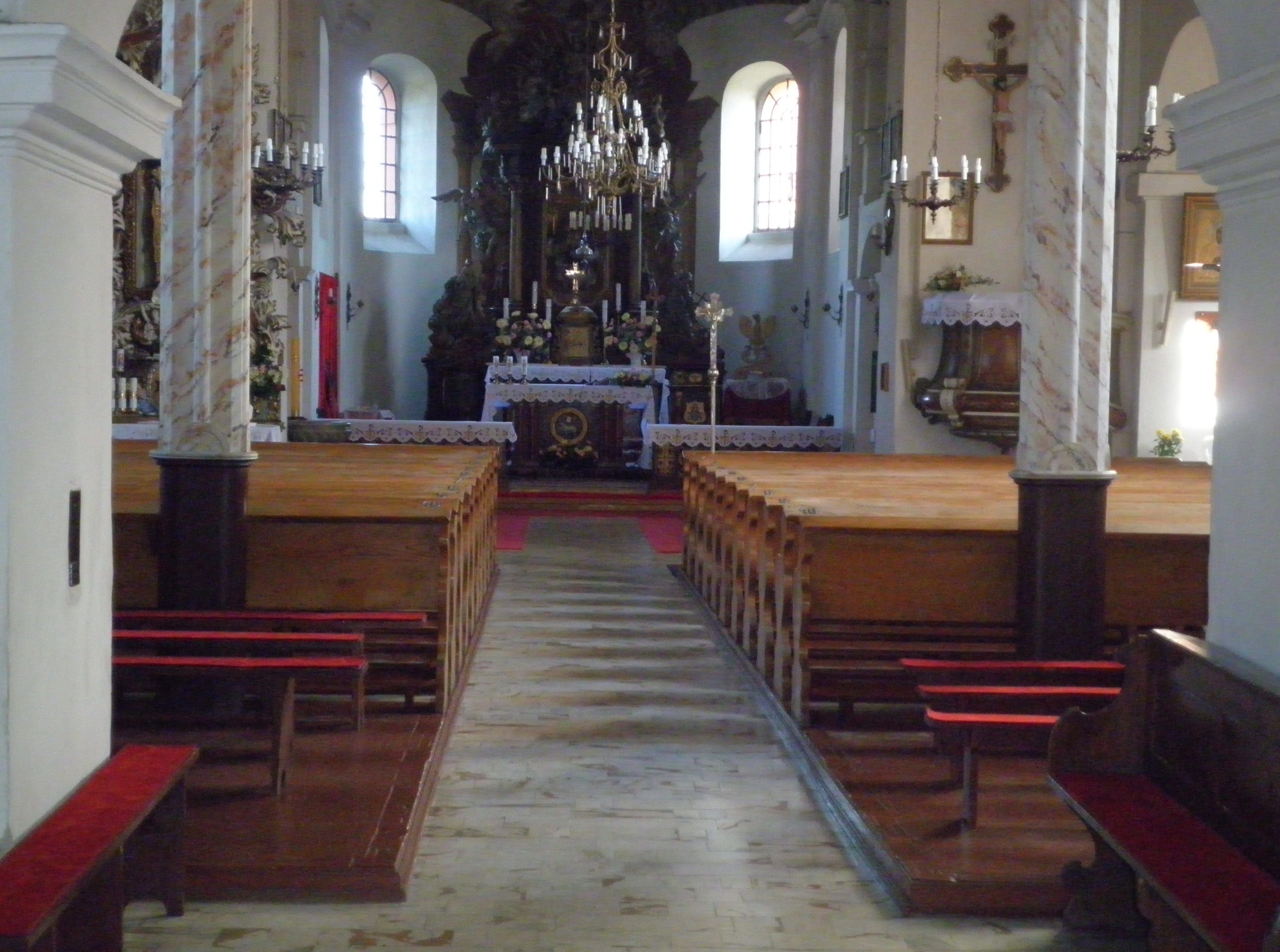
Wnętrze świątyni

We wnętrzu kościoła przeważa barokowe wyposażenie oraz polichromie pochodzące z XVIII wieku. Świątynia leży na Szlaku Polichromii Brzeskich (Szlak Polichromii Brzeskich to największe skupisko tego typu malowideł w Polsce. Zdobią one ściany, stropy i sklepienia kościołów w 18 miejscowościach położonych w okolicach Brzegu. Ich twórcą był malarz nieznanego pochodzenia zwany Mistrzem Brzeskich Pokłonów Trzech Króli).
Dwukondygnacyjna, barokowa wieża nakryta jest baniastym hełmem z latarnią. Prezbiterium jest trójboczne, na jego sklepieniu widnieje scena narodzin oraz Trójca Święta a po bokach medaliony ze scenami z życia św. Jana Chrzciciela. Nawę pokrywa sklepienie kolebkowe. W prezbiterium i w szczycie nawy wiszą krzyże joannitów. Ołtarz główny zdobią rzeźby św. Jana Nepomucena i aniołów. W ołtarzu bocznym znajduje się gotycka figura Matki Boskiej z Dzieciątkiem pochodząca z 1420 roku. Elewację pokrywają płyty nagrobne m.in.:
- komtura Fryderyka von Pannwitz zmarłego w 1580 roku,
- proboszcza Krzysztofa Hanniusa zmarłego w 1617 roku,

oraz
- Franciszka Teodora von Jurstin zmarłego w 1694 roku.[4][5]

W pobliżu kościoła stoi kamienna, barokowa figura św. Jana Nepomucena z 1709 roku.